# سوزان وايلد
سوزان إليس وايلد (من مواليد 7 يونيو 1957) محامية وسياسية أمريكية من كومنولث بنسلفانيا. وهي ديمقراطية، وهي عضو في مجلس النواب بالولايات المتحدة من منطقة الكونجرس السابعة في ولاية بنسلفانيا. تقع المنطقة في قلب وادي ليهاي، وتشمل ألينتاون وبيت لحم وإيستون. أمضت الشهرين الأخيرين من عام 2018 كعضو منطقة الكونغرس الـ 15 في ولاية بنسلفانيا بعد استقالة تشارلي دينت في عام 2018. وهي أول امرأة تمثل وادي ليهاي في الكونغرس.
وايلد هي ابنة نورمان ليث وسوزان ستيموس إليس. كانت والدة وايلد صحفية. خدم والدها في القوات الجوية للولايات المتحدة خلال الحرب العالمية الثانية والحرب الكورية. ولدت في قاعدة فيسبادن الجوية بألمانيا الغربية بينما كان والدها متمركزًا هناك. عاشت أيضًا في فرنسا وكاليفورنيا ونيو مكسيكو وواشنطن العاصمة 
تطوع وايلد في حملة جيمي كارتر الرئاسية عام 1976 .  تخرجت من الجامعة الأمريكية عام 1978. حصلت على دكتوراه في القانون من كلية الحقوق بجامعة جورج واشنطن عام 1982. درست على يد جون بانزاف. أصبح وايلد شريكًا في مكتب المحاماة جروس ماكجينلي في عام 1999.
ركض وايلد لمفوض مقاطعة ليهاي في عام 2013، لكنه خسر. تم تعيينها أول محامية في ألينتاون بولاية بنسلفانيا في يناير 2015. عملت كمحامية لشركة الينتاون اعتبارًا من 7 يناير 2015، عندما تم تأكيدها من قبل مجلس مدينة الينتاون.

## مجلس النواب الأمريكي

### 2018 الانتخابات العامة
في 31 ديسمبر 2017، استقالت وايلد من منصبها لمتابعة ترشيحها لمجلس النواب الأمريكي خلفًا للممثل المتقاعد تشارلي دينت (يمين) في عام 2018. كانت مقاطعة دنت في السابق هي المقاطعة الخامسة عشرة، ويمثلها الجمهوري تشارلي دنت من سبع فترات. فازت في الانتخابات التمهيدية للحزب الديمقراطي وواجهت مفوض مقاطعة ليهاي الجمهوري مارتي نوثستين في الانتخابات العامة في 6 نوفمبر.  هزمت نوثشتاين في الانتخابات العامة بنسبة 53.4 ٪ من الأصوات. 
في نفس اليوم، خاض وايلد أيضًا انتخابات خاصة منفصلة لتوازن ولاية دنت؛ وكان قد استقال في مايو بعد أن أعلن في الخريف الماضي أنه لن يترشح لإعادة انتخابه.  في 15 نوفمبر 2018، أُعلن أن Wild قد فاز في الانتخابات الخاصة لدائرة الكونغرس الخامسة عشرة، حيث حصل على 130353 صوتًا مقابل 129.593 صوتًا لـ Nothstein. 
كان هناك هامش أقرب في الانتخابات الخاصة لأن تلك الانتخابات كانت تحت الدائرة الخامسة عشرة السابقة، والتي ألغتها محكمة بنسلفانيا العليا في فبراير 2018. كان الحزب الخامس عشر السابق قد امتد من وادي ليهاي إلى منطقة ذات كثافة سكانية عالية للجمهوريين بين لبنان وهاريسبرج، عن طريق محلاق في مقاطعة بيركس. المنطقة السابعة الجديدة هي منطقة أكثر إحكاما تتمركز في وادي ليهاي، وتشمل قطعة صغيرة من بوكونوس. 
عند توليه منصبه، أصبح وايلد أول ديمقراطي يمثل وادي ليهاي منذ 1999. كانت تتمتع بأقدمية لمدة شهرين أكثر من بقية فئة الطلاب الديمقراطيين الجدد لعام 2018. كانت واحدة من أربع نساء ديمقراطيات تم انتخابهن من ولاية بنسلفانيا في عام 2018. والآخرون هم ماري جاي سكانلون ومادلين دين وكريسي هولاهان. كان وفد الولاية في الكونغرس من الذكور في السابق. 
كان وايلد ينتقد الرئيس البرازيلي جايير بولسونارو، لأنه يحمل آراء توصف بأنها «يمينية متطرفة» و «كارهة للنساء» و «معادية للمثليين» و «معادية للمهاجرين». في مارس 2019، كتب وايلد و 29 مشرعًا ديمقراطيًا آخر رسالة إلى وزير الخارجية مايك بومبيو؛ جاء في الرسالة ما يلي: «منذ انتخاب المرشح اليميني المتطرف جاير بولسونارو كرئيس، شعرنا بالقلق بشكل خاص من التهديد الذي تشكله أجندة بولسونارو على مجتمع LGBTQ + ومجتمعات الأقليات الأخرى، والنساء، والنشطاء العماليين، والمعارضين السياسيين في البرازيل. إننا نشعر بالقلق العميق إنه باستهداف الحقوق السياسية والاجتماعية بشق الأنفس، Bolsonaro يعرض للخطر مستقبل ديمقراطي البرازيل على المدى الطويل».
في 10 كانون الأول (ديسمبر) 2019، قدم الديمقراطيون في اللجنة القضائية بمجلس النواب مادتين من إجراءات العزل ضد الرئيس الجمهوري دونالد ترامب. في 18 ديسمبر 2019، صوت وايلد بـ «نعم» على المادة الأولى من المساءلة، و «إساءة استخدام السلطة»، و «نعم» على المادة الثانية من المساءلة، «عرقلة الكونغرس» 
تم التصويت بـ «نعم» على قرار مجلس النواب الأمريكي رقم 46 المشترك: «فيما يتعلق بحالة الطوارئ الوطنية التي أعلنها الرئيس في 15 فبراير 2019». كان الغرض من القرار هو إنهاء إعلان الرئيس ترامب عن حالة الطوارئ على الحدود الأمريكية المكسيكية، مما سمح له بتجاوز الكونجرس وإعادة تخصيص الأموال لبناء جدار حدودي. تم تمرير القرار في مجلس النواب في 25 فبراير 2019.
تم التصويت بـ «نعم» على مشروع قانون مجلس النواب الأمريكي رقم 1644: «احفظ قانون الإنترنت لعام 2019.»  كان الغرض من مشروع القانون هو إعادة قواعد لجنة الاتصالات الفيدرالية التي من شأنها تنظيم مقدمي خدمات الإنترنت كمرافق عامة. ستحظر القواعد على مقدمي الخدمة تقديم نماذج تسعير تسمح لمواقع الويب أو العملاء بدفع المزيد للحصول على سرعات أعلى؛ منع مزودي الخدمة من حجب أو «تقييد» سرعة بعض مواقع الويب؛ وفرض قيود أخرى على كيفية إدارة مقدمي الخدمة لشبكاتهم. تمت الموافقة على مشروع القانون في مجلس النواب في 9 أبريل 2019. 
صوتت بـ «نعم» على مشروع قانون مجلس النواب الأمريكي رقم 4617: «وقف التدخل الضار في الانتخابات من أجل قانون ديمقراطي دائم». كان الغرض من مشروع القانون هو توسيع اللوائح والقيود الفيدرالية على الاتصالات السياسية عبر الإنترنت، وإلزام شركات وسائل التواصل الاجتماعي بالاحتفاظ بسجلات مفصلة عن الأفراد والمنظمات الراعية للإعلانات السياسية، وطلب الحملات السياسية للإبلاغ عن عروض المساعدة الأجنبية، وحظر الرعايا الأجانب من المساهمة في مبادرة الاقتراع وحملات الاستفتاء، وزيادة القيود على الحملات السياسية الأمريكية التي تطلب الدعم من الكيانات الأجنبية، وتجريم تضليل الناخبين بشأن وقت ومكان التصويت ومؤهلات التصويت جريمة فيدرالية. تمت الموافقة على مشروع القانون في مجلس النواب في 22 أكتوبر 2019. 
تم التصويت بـ «نعم» على قرار مجلس النواب الأمريكي المتزامن رقم 83: «توجيه الرئيس وفقًا للمادة 5 (ج) من قرار سلطات الحرب بإنهاء استخدام القوات المسلحة للولايات المتحدة للمشاركة في الأعمال العدائية في إيران أو ضدها». عمل القرار على تبني قرار غير ملزم في مجلس النواب يوجه الرئيس ترامب لإنهاء العمل العسكري في إيران أو ضدها ما لم يأذن الكونجرس بهذا الإجراء. تم تمرير القرار في مجلس النواب في 8 يناير 2020. 
تم التصويت بـ «نعم» على مشروع قانون مجلس النواب الأمريكي رقم 6172: «قانون إعادة تفويض الحرية الأمريكية لعام 2020.»  عمل مشروع القانون على تجديد أحكام قانون مراقبة الاستخبارات الأجنبية (التي تسمح للحكومة الفيدرالية بجمع السجلات التجارية وغيرها من المعلومات أثناء تحقيقات الأمن القومي دون أمر قضائي. يسمح قانون قانون مراقبة الاستخبارات الأجنبية (FISA) للقاضي الفيدرالي بالموافقة على مثل هذه المجموعات دون إخطار الهدف أو سماع الحجج المعارضة. كما سيوسع مشروع القانون الظروف التي تتطلب من قضاة قانون مراقبة الاستخبارات الأجنبية (قانون مراقبة الاستخبارات الأجنبية) الاستماع إلى منتقد معين من الحكومة لمثل هذه الطلبات، وزيادة عدد محاكم قانون مراقبة الاستخبارات الأجنبية. تمت الموافقة على مشروع القانون في مجلس النواب في 10 مارس 2020. 
تم التصويت بـ «نعم» على مشروع قانون مجلس النواب الأمريكي رقم 6201: «قانون استجابة العائلات أولاً لفيروس كورونا». كان الغرض من مشروع القانون هو إلزام الشركات التي يقل عدد موظفيها عن 500 موظف بتقديم إجازة مرضية مدفوعة الأجر لمدة أسبوعين، وزيادة مدفوعات التأمين ضد البطالة الفيدرالية إلى الولايات بمقدار مليار دولار، وتوفير المزيد من الأموال الفيدرالية لبرامج المعونة الغذائية، وحظر إدارة ترامب من تعزيز الرعاية الاجتماعية. يستفيد من متطلبات العمل، ويقدم إعفاءات لشركات التأمين لإجراء اختبارات فيروس كورونا بدون تكلفة، من بين أمور أخرى. تمت الموافقة على مشروع القانون في مجلس النواب في 13 مارس 2020.